# Parigi-Tours Espoirs 2010
La Parigi-Tours Espoirs 2010, sessantottesima edizione della corsa e valida come evento dell'UCI Europe Tour 2010 categoria 1.2, riservata agli Under 23, si svolse il 10 ottobre 2010 su un percorso di 182 km. Fu vinta dal belga Jelle Wallays che giunse al traguardo con il tempo di 3h55'00", alla media di 44,468 km/h.
Al traguardo 121 ciclilsti portarono a termine il percorso.

## Squadre partecipanti
| N.      | Cod. | Squadra                        |
| ------- | ---- | ------------------------------ |
| 1-6     | CAC  | Côte d'Armor Cyclisme          |
| 11-16   | ACL  | AC Lanester 56                 |
| 21-26   | BEV  | Beveren 2000-Quick Step        |
| 31-36   | BCA  | Blois CAC 41                   |
| 41-46   | ETU  | CC Étupes-Doubs-Pays de Montb. |
| 51-56   | CCN  | CC Nogent-sur-Oise             |
| 61-66   | CCV  | CC Villeneuve-Soissons-Aisne   |
| 71-76   | CCF  | Chambéry Cyclisme Formation    |
| 81-86   | AUV  | Comité d'Auvergne              |
| 91-96   | MPY  | Comité du Midi-Pyrenées        |
| 101-106 | IDF  | Comité Île-de-France           |
| 111-116 | NPC  | Comité Nord-Pas de Calais      |
| 121-126 | CR4  | CR4C Roanne                    |
| 131-136 | CCY  | Creusot Cyclisme               |
| 141-146 | LCP  | Cycle Poitevin                 |
| 151-156 | CCM  | Cyclo-Club Marmande 47         |
| 161-166 | DAV  | Davo-Lotto-Davitamon           |

| N.      | Cod. | Squadra                       |
| ------- | ---- | ----------------------------- |
| 171-176 | FCW  | FC Wallonie-Bruxelles         |
| 181-186 | GCH  | Guidon Chalettois             |
| 191-196 | IEL  | Indre-et-Loire                |
| 201-206 | JVB  | Jong Vlaanderen-Bauknecht     |
| 211-216 | MDT  | Mosaic Diffusion.com-Top 16   |
| 221-226 | RB3  | Rabobank Continental Team     |
| 231-236 | SCO  | SCO Dijon                     |
| 241-246 | SOJ  | Sojasun Espoir-ACNC           |
| 251-256 | VVV  | Team Vulco-VC Vaulx en Velin  |
| 261-266 | SAP  | USSA Pavilly Barentin         |
| 271-276 | UCN  | UC Nantes Atlantique          |
| 281-286 | VCP  | Vélo Club La Pomme Marseille  |
| 291-296 | VCR  | Vélo Club Rouen 76            |
| 301-306 | VSC  | Vélo Sport Chartrain Cyclisme |
| 311-316 | VEU  | Vendée U                      |
| 321-326 | VAG  | Vienne-Agritubel              |

## Ordine d'arrivo (Top 10)
| Pos. | Corridore         | Squadra      | Tempo    |
| ---- | ----------------- | ------------ | -------- |
| 1    | Jelle Wallays     | Beveren 2000 | 3h55'00" |
| 2    | Romain Guillemois | Vendée U     | s.t.     |
| 3    | Thomas Welter     | Chambéry     | s.t.     |
| 4    | Loïc Desriac      | CC Etupes    | s.t.     |
| 5    | Jetse Bol         | Rabobank C.  | a 10"    |
| 6    | Toms Skujiņš      | La Pomme     | a 16"    |
| 7    | Joeri Stallaert   | Jong Vlaand. | s.t.     |
| 8    | Jarl Salomein     | Beveren 2000 | s.t.     |
| 9    | Arnaud Démare     | CC Nogent    | s.t.     |
| 10   | Boris Zimine      | CC Etupes    | s.t.     |